# Jandre le Roux
Jandre le Roux (* 1. Januar 1980 in Atlanta, Georgia) ist ein US-amerikanischer Schauspieler.

## Leben
Jandre le Roux wurde Neujahr 1980 in Atlanta geboren und wird im Abspann auch als Jeandre Le Roux, Jandré Le Roux oder als Jandre Le Roux geführt. 2016 stellte er in 18 Episoden der Fernsehserie Suidooster die Rolle des Detektiv Speurder Jansen dar. Im selben Jahr spielte er im Film Modder en bloed die Rolle des Longtom Van Tonder und war in sieben Episoden der Fernsehserie Jamillah and Aladdin als Palastwache zu sehen. 2017 mimte er im Film Transformers: The Last Knight einen namibischen Wissenschaftler und stellte außerdem in der Fernsehserie danZ! die Rolle des Gunter Schmidt dar. Als Pilot eines Helikopters war er 2018 in Tomb Raider zu sehen und wirkte im selben Jahr in der indischen Filmproduktion Sanju: Ein Mann, viele Leben! mit. Es folgten Episodenrollen in den Fernsehserien Deep State, Die Byl, Vagrant Queen oder G.I.L. 2022 spielte er in sechs Episoden der Fernsehserie Ludik die Rolle des Bells. 2023 war er in fünf Episoden als Shaw in der Fernsehserie Warrior zu sehen. 2023 wird er außerdem in vier Episoden des Netflix Originals One Piece als Fischmensch Schwarzgurt darstellen.

## Filmografie (Auswahl)
- 2016: Suidooster (Fernsehserie, 18 Episoden)
- 2016: Modder en bloed
- 2016: Jamillah and Aladdin (Fernsehserie, 7 Episoden)
- 2017: Transformers: The Last Knight
- 2017: danZ! (Fernsehserie)
- 2018: Tomb Raider
- 2018: Ice (Fernsehserie, 2 Episoden)
- 2018: Sanju: Ein Mann, viele Leben! (Sanju)
- 2019: Deep State (Fernsehserie, Episode 2x06)
- 2020: Bulletproof 2
- 2020: Die Byl (Fernsehserie, Episode 2x04)
- 2020: Vagrant Queen (Fernsehserie, Episode 1x09)
- 2021: G.I.L (Fernsehserie, Episode 1x04)
- 2022: Abraham Lincoln (Miniserie, Episode 1x01)
- 2022: Ludik (Fernsehserie, 6 Episoden)
- 2023: Warrior (Fernsehserie, 5 Episoden)
- 2023: One Piece (Fernsehserie, 4 Episoden)
- 2023: Revelation Road (Fernsehserie, Episode 1x03)